# Dorylus aethiopicus
Dorylus aethiopicus é uma espécie de formiga do gênero Dorylus.